# Dispersión de la luz por partículas
La dispersión de la luz por las partículas es el proceso mediante el cual las partículas pequeñas (por ejemplo, cristales de hielo, polvo, partículas atmosféricas, polvo cósmico y células sanguíneas) causan fenómenos ópticos, como el arco iris, el color azul del cielo y los halos.
Las ecuaciones de Maxwell son la base de los métodos teóricos y computacionales que describen la dispersión de la luz, pero como las soluciones exactas de las ecuaciones de Maxwell solo se conocen para geometrías seleccionadas (como partículas esféricas), la dispersión de la luz por las partículas es una rama de la electromagnética computacional relacionada con la dispersión de la radiación electromagnética y Absorción por partículas.
En el caso de geometrías para las que se conocen soluciones analíticas (como esferas, agrupaciones de esferas, cilindros infinitos), las soluciones se calculan normalmente en términos de series infinitas. En el caso de geometrías más complejas y de partículas no homogéneas, las ecuaciones de Maxwell originales se discretizan y resuelven. Los efectos de dispersión múltiple de la dispersión de la luz por las partículas se tratan mediante técnicas de transferencia radiativa (ver, por ejemplo, códigos de transferencia radiativa atmosférica).
El tamaño relativo de una partícula de dispersión se define por el parámetro de tamaño, que es la relación de su dimensión característica y longitud de onda

## Métodos computacionales exactos

### Método del dominio del tiempo por diferencias finitas
El método FDTD pertenece a la clase general de métodos de modelado numérico de dominio de tiempo diferencial basados en cuadrícula. Las ecuaciones de Maxwell dependientes del tiempo (en forma diferencial parcial) se discretizan utilizando aproximaciones de diferencia central a las derivadas parciales de espacio y tiempo. Las ecuaciones en diferencias finitas resultantes se resuelven en software o hardware de manera brusca: los componentes del vector del campo eléctrico en un volumen de espacio se resuelven en un instante dado en el tiempo; luego, las componentes del vector del campo magnético en el mismo volumen espacial se resuelven en el siguiente instante en el tiempo; y el proceso se repite una y otra vez hasta que el comportamiento del campo electromagnético transitorio o en estado estacionario deseado se desarrolle por completo.

### T-Matrix
La técnica también se conoce como método de campo nulo y método de técnica de límite extendido (EBCM). Los elementos de la matriz se obtienen haciendo coincidir las condiciones de los límites para las soluciones de las ecuaciones de Maxwell. El campo incidente, transmitido y disperso se expanden en funciones de onda de vector esférico.

## Aproximaciones computacionales

### Aproximación Mie
La dispersión de cualquier partícula esférica con un parámetro de tamaño arbitrario se explica por la teoría de Mie. La teoría de Mie, también llamada teoría de Lorenz-Mie o teoría de Lorenz-Mie-Debye, es una solución analítica completa de las ecuaciones de Maxwell para la dispersión de la radiación electromagnética por partículas esféricas (Bohren y Huffman, 1998).
Para formas más complejas como esferas recubiertas, multiesferas, esferoides y cilindros infinitos, hay extensiones que expresan la solución en términos de series infinitas. Hay códigos disponibles para estudiar la dispersión de la luz en la aproximación Mie para esferas, esferas en capas y múltiples esferas. y cilindros.

### Dipolo discreto de aproximación
Existen varias técnicas para calcular la dispersión de la radiación por partículas de forma arbitraria. La aproximación discreta del dipolo es una aproximación del objetivo continuo mediante una matriz finita de puntos polarizables. Los puntos adquieren momentos dipolares en respuesta al campo eléctrico local. Los dipolos de estos puntos interactúan entre sí a través de sus campos eléctricos. Hay códigos DDA disponibles para calcular las propiedades de dispersión de la luz en la aproximación DDA.

## Métodos aproximados
| Aproximación                 | Índice de refracción | Parámetro de tamaño | Cambio de fase |
| Dispersión de Rayleigh       | abs(mx) Muy pequeño  | Muy pequeño         |                |
| Óptica geométrica            |                      | Muy grande          | Muy grande     |
| Teoría de Difracción anómala | abs(m-1) muy pequeño | x Grande            |                |
| Momento Angular complejo     | Moderado m           | Grande x            |                |

### La dispersión de Rayleigh
El régimen de dispersión de Rayleigh es la dispersión de la luz u otra radiación electromagnética, por partículas mucho más pequeñas que la longitud de onda de la luz. La dispersión de Rayleigh se puede definir como la dispersión en un régimen de parámetros de tamaño pequeño  X<<1 .

Los rayos de luz entran en una gota de lluvia desde una dirección (generalmente una línea recta desde el Sol), se reflejan en la parte posterior de la gota de lluvia y se expanden a medida que salen de la gota de lluvia. La luz que sale de la gota de lluvia se extiende sobre un gran ángulo, con una intensidad máxima de 40.89–42 °.

### Óptica geométrica (trazado de rayos)
Se pueden aplicar técnicas de trazado de rayos para estudiar la dispersión de la luz por partículas esféricas y no esféricas bajo la condición de que el tamaño de una partícula sea mucho más grande que la longitud de onda de la luz. La luz se puede considerar como una colección de rayos separados con un ancho de rayos mucho mayor que la longitud de onda pero más pequeño que una partícula. Los rayos que golpean la partícula sufren reflexión, refracción y difracción. Estos rayos salen en varias direcciones con diferentes amplitudes y fases. Dichas técnicas de trazado de rayos se utilizan para describir fenómenos ópticos como el arco iris de halo en cristales de hielo hexagonales para partículas grandes. Hay códigos de trazado de rayos en la óptica atmosférica disponibles.